# Ypthima sempera
Ypthima sempera är en fjärilsart som beskrevs av Felder 1863. Ypthima sempera ingår i släktet Ypthima och familjen praktfjärilar. Inga underarter finns listade i Catalogue of Life.